# Trumbo (film 2015)
Trumbo – amerykański film biograficzny z 2015 roku w reżyserii Jaya Roacha. Scenariusz poświęcony życiu hollywoodzkiego scenarzysty Daltona Trumbo powstał na podstawie książki Dalton Trumbo autorstwa Bruce’a Alexandra Cooka, a jego autorem był John McNamara. Zdjęcia kręcono w Los Angeles i Nowym Orleanie.
Bryan Cranston za tytułową rolę otrzymał nominacje m.in. do Oscara i BAFTY dla najlepszego aktora pierwszoplanowego, Złotego Globu dla najlepszego aktora w filmie dramatycznym oraz Nagrody Gildii Aktorów Ekranowych za wybitny występ aktora w roli pierwszoplanowej, a Helen Mirren nominację do Złotego Globu dla najlepszej aktorki drugoplanowej. Film zdobył łącznie 7 nagród i uzyskał 44 nominacje.

## Obsada
- Bryan Cranston jako Dalton Trumbo
- Diane Lane jako Cleo Fincher Trumbo
- Helen Mirren jako Hedda Hopper
- Louis C.K. jako Arlen Hird
- Elle Fanning jako Nikola Trumbo
- Madison Wolfe jako młoda Nikola Trumbo
- John Goodman jako Frank King
- Michael Stuhlbarg jako Edward G. Robinson
- Alan Tudyk jako Ian McLellan Hunter
- Adewale Akinnuoye-Agbaje jako Virgil Brooks
- Dean O’Gorman jako Kirk Douglas
- Stephen Root jako Hymie King
- Roger Bart jako Buddy Ross
- David James Elliott jako John Wayne
- Peter Mackenzie jako Robert Kenny
- John Getz jako Sam Wood
- Christian Berkel jako Otto Preminger
- Billy Slaughter jako reporter
- Richard Portnow jako Louis B. Mayer
- Sean Bridgers jako Jeff Krandall
- James Dumont jako J. Parnell Thomas
- Dan Bakkedahl jako Roy Brewer